# Symfonie nr. 5 (Broadstock)
De Australische componist Brenton Broadstock voltooide zijn Symfonie nr. 5 in 1999.
De symfonie is geschreven op verzoek van het Academisch Symfonieorkest van Krasnojarsk en zijn toenmalige dirigent Andrew Wheeler. De symfonie lijkt geschreven te zijn om een cd-set te kunnen aanmaken van alle toenmalige voltooide symfonieën van Broadstock. Broadstock voltooide in 2009 nog een Symfonie nr. 6.
De symfonie heeft een subtitel "Dark side", dat ontleend is aan een citaat van Mark Twain: "Everyone is a moon, and has a dark side that he never shows anyone". De symfonie bestaat uit twee delen, waarin de componist terugkijkt op zijn muzikale ontwikkeling die tot deze symfonie leidde. In 2001 ontving de componist voor dit werk de Australian Music Centre's Victorian Award.
Broadstock schreef zijn Symfonie nr. 5 voor:
- 1 piccolo, 2 dwarsfluiten, 2 hobo's, 1 althobo, 2 klarinetten, 1 basklarinet, 2 fagotten, 1 contrafagot
- 4 hoorns, 2 (eventueel 3) trompetten, 3 trombones, 1 tuba
- pauken, 3 man/vrouw percussie
- violen, altviolen, celli, contrabassen

## Discografie
- Uitgave Et'cetera: Andrew Wheeler met het Academisch Symfonieorkest van Krasnojarsk in een opname uit 1999.

## Opmerkingen
- De Britse psychedelische-rockband Pink Floyd gebruikte ook Twains metafoor van de donkere kant van de maan op hun album The Dark Side of the Moon (1973).